# Афремово (Ярославская область)
Афремово — деревня Арефинского сельского поселения Рыбинского района Ярославской области.
Деревня расположена на левом берегу реки Ухра, ниже по течению центра сельского поселения села Арефино на расстоянии около 3 км (по прямой). Деревня стоит в основании излучины реки, которая, таким образом, протекает мимо деревни дважды: с востока от деревни река имеет обрыв высотой 12 м, описав петлю в северо-восточном направлении, река второй раз протекает с севера от деревни. На расстоянии около 1,5 км выше по течению в Ухру впадает левый приток Кошка, в устье которой стоят деревни Козицино (на левом берегу Кошки) и Суриново (на правом берегу Кошки). Ниже Афремово по течению примерно в 1,5 км стоит деревня Городишка. На противопололожном правом берегу Ухры, вдоль внешней стороны петли, которую описывает река напротив Афремова, расположились деревни Чернышкино, Гончарово, Олехово. С запада от Афремова проходит просёлочная дорога, связывающая деревни, стоящие по левому берегу Ухры. Вокруг перечисленных деревень, вдоль реки сельскохозяйственные угодья, но далее в направлении к югу-западу от Афремово расположен большой, частично заболоченный лес.
Деревня Афремова обозначена на плане Генерального межевания Рыбинского уезда 1792 года.
На 1 января 2007 года в деревне Афремово числилось 13 постоянных жителей . Почтовое отделение, расположенное в центре сельского поселения селе Арефино, обслуживает в деревне Афремово 27 домов.